# Mayna parvifolia
Mayna parvifolia är en tvåhjärtbladig växtart som först beskrevs av J. F. Macbride, och fick sitt nu gällande namn av Herman Otto Sleumer. Mayna parvifolia ingår i släktet Mayna och familjen Achariaceae. Inga underarter finns listade i Catalogue of Life.